# Джей Чоу
Чжоу Цзелунь (кит. трад. 周杰倫, спр. 周杰伦, піньїнь: Zhōu Jiélún, мінь.: Chiu Kia̍t-lûn; Джей Чоу, англ. Jay Chou; рід. 18 січня 1979) — тайванський музикант, продюсер, актор, режисер, лауреат понад двадцяти міжнародних музичних премій, у тому числі багаторазовий переможець World Music Awards як китайський виконавець з найбільшою кількістю продажів у 2004, 2006, 2007 і 2008 роках. Один із найпопулярніших у світі азіатських виконавців .
Здобув класичну музичну освіту. Складає та виконує музику, що поєднує сучасний західний і китайський стилі, і такі жанри як ритм-н-блюз, рок, поп, хіп-хоп і навіть кантрі. Для опису його творчості на Тайвані з'явилося поняття «стиль Чжоу» (трад. ієрогліфи : 周氏風格; піньінь: zhōu shì fēnggé).
Чжоу Цзелунь співає майже виключно літературною китайською мовою гоюй. Проте, його нечітку артикуляцію та специфічну «розслаблену» манеру деякі критики називають «бурмотінням». Співак заявляє, що не збирається нічого міняти.

## Життя та кар'єра
Народився і виріс у містечку Лінькоу (林口鄉), повіт Тайбей, Тайвань. Його батьки були вчителями середніх шкіл: мати - Є Хуэймэй (кіт. 叶惠美, піньінь:Yè Huìměi), викладала образотворче мистецтво, а батько - Чжоу Яочжун (кит. 周耀中, піньінь: Zhōu Yàozhōdin), був науковим співробітником і займався біомедициною. 
Мати помітила потяг Джея до музики у віці 3-х років і записала його на уроки гри на фортепіано. У дитинстві він заслуховувався піснями з магнітофона, який він завжди носив із собою. У 3-му класі Джей зацікавився теорією музики, а також почав відвідувати уроки віолончелі. Він був єдиною дитиною в сім'ї, любив у вільний час грати на фортепіано, імітувати телевізійних акторів, а також виконувати фокуси. Його улюбленим композитором був і залишається зараз Шопен.
Батьки Джея розлучилися, коли йому було 13 років, що зробило його замкненою дитиною. Хоча в нього були друзі, він часто волів бути наодинці, слухаючи музику та мріючи. У Тамканській середній школі він спеціалізувався на фортепіано та віолончелі. Він показав талант до імпровізації, полюбив попмузику та почав писати пісні. 
Джей Чжоу закінчив середню школу з недостатніми оцінками для вступу до університету, тому він був готовий до обов'язкової військової служби. Проте сильний біль у спині,  викликаний спортивною травмою, врешті-решт виявився хворобою Бехтерєва (спадкове захворювання, запалення хребта), і в результаті він був звільнений від військової служби. В той самий час він почав працювати офіціантом. Завдяки його навичкам гри на фортепіано Джей та його друг потрапили у шоу талантів Super New Talent King. Джей грав на фортепіано для свого друга, чий спів називали «вшивим». Хоча вони й не перемогли, керівник шоу Джекі Ву, впливовий чоловік у розважальному бізнесі Тайваню, випадково глянув на партитуру Чжоу і був вражений його талантом. Згодом Джекі Ву найняв Джея як композитора в пару з поетом-початківцем Вінсентом Фаном.
Протягом наступних двох років Джей писав пісні для попартистів, а також навчався запису музики та міксування звуків. Відданість Джея музиці була очевидною, оскільки він навіть спав у музичній студії. Музичну студію пізніше було продано Alfa Music, і новий менеджер Ян Цзюньжун попросив Джея випустити свій власний альбом. Тоді Джей Чоу вже мав цілий арсенал невикористаних пісень, які він писав для інших артистів. Серед цих пісень Джей обрав 10, які він і включив до свого дебютного альбому Jay, випущеного 2000 року. Стиль пісень в альбомі був міксом з R&B, репу та класичної музики. Альбом створив йому репутацію обдарованого співака та автора пісень, що вдало поєднав популярні західні стилі музики з традиційним китайським звучанням, і його слава швидко поширювалася всіма країнами регіону, включно з країнами Південно-Східної Азії, де проживали представники китайської діаспори. 
З 2000 до 2016 року Джей майже щорічно випускав по одному альбому, з 2018 — щорічно випускає сингли, кожен з яких стає хітом. Усього було продано кілька мільйонів його альбомів, окрім того, Джей отримав безліч нагород. 2003 року він став зіркою азіатської версії журналу Time. Станом на 2019 рік, Джей Чоу провів 6 світових турів, в межах яких виступав у таких містах, як Тайбей, Токіо, Гонконг, Пекін, Куала-Лумпур, Сінгапур, Лас-Вегас, Торонто і Ванкувер. 
На відміну від більшості співаків, Джей має величезний творчий контроль над своєю музикою. Він не лише композитор, а й продюсер усіх своїх альбомів, а з 2005 року він також є музичним директором. 

## Студійні альбоми
| дата релізу        | Назва альбому                                       | Продажі в Азії </br> (У мільйонах) |     |
| ------------------ | --------------------------------------------------- | ---------------------------------- | --- |
| 7 листопада, 2000  | Jay 周杰倫同名專輯                                  | 1.1                                | 1.1 |
| 1 вересня, 2001    | Фантазія (Fantasy) 范特西                           | 2.8                                | 2.8 |
| 19 липня, 2002     | Вісім вимірів (The Eight Dimensions)                | 3                                  | 3   |
| 31 липня, 2003     | Є Хуеймей (Ye Hui Mei) 葉惠美                       | 3                                  | 3   |
| 3 серпня, 2004     | Аромат на сім лі (Common Jasmin Orange) 七里香      | 3-4                                | 3-4 |
| 1 листопада, 2005  | Листопадовий Шопен (November's Chopin) 十一月的蕭邦 | 3+                                 | 3+  |
| 5 вересня, 2006    | Все ще фантазія (Still Fantasy) 依然范特西          | 3+                                 | 3+  |
| 2 листопада, 2007  | Я дуже зайнятий (On the Run) 我很忙                 | 2.2                                | 2.2 |
| 14 жовтня, 2008    | Сузір'я Козерога (Capricorn) 魔杰座                 |                                    |     |
| 18 травня, 2010    | Перехідний період (The Era) 跨時代                  |                                    |     |
| 11 листопада, 2011 | Знак оклику (Exclamation Mark) 驚嘆號               |                                    |     |
| 12 грудня, 2012    | 12 нових творів (Opus 12) 十二新作                  |                                    |     |
| 26 грудня, 2014    | Айо, непогано (Aiyo, Not Bad) 哎呦, 不錯哦          |                                    |     |
| 24 червня, 2016    | Казки на ніч (Bedtime Stories) 床邊故事             |                                    |     |